# Міра-Монте (Каліфорнія)
Міра-Монте (англ. Mira Monte) — переписна місцевість (CDP) в США, в окрузі Вентура штату Каліфорнія. Населення — 6618 осіб (2020).

## Географія
Міра-Монте розташована за координатами 34°25′44″ пн. ш. 119°17′0″ зх. д. / 34.42889° пн. ш. 119.28333° зх. д. (34.428900, -119.283400).  За даними Бюро перепису населення США в 2010 році переписна місцевість мала площу 11,88 км², з яких 11,84 км² — суходіл та 0,04 км² — водойми.

## Демографія
Згідно з переписом 2010 року, у переписній місцевості мешкали 6854 особи в 2800 домогосподарствах у складі 1840 родин. Густота населення становила 577 осіб/км².  Було 3009 помешкань (253/км²).
Расовий склад населення:
| - 87,4 % — білих - 1,9 % — азіатів - 0,9 % — корінних американців - 0,6 % — чорних або афроамериканців - 5,9 % — осіб інших рас |

До двох чи більше рас належало 3,3 %. Частка іспаномовних становила 18,3 % від усіх жителів.
За віковим діапазоном населення розподілялося таким чином: 19,4 % — особи молодші 18 років, 59,5 % — особи у віці 18—64 років, 21,1 % — особи у віці 65 років та старші. Медіана віку мешканця становила 48,0 року. На 100 осіб жіночої статі у переписній місцевості припадало 93,2 чоловіків;  на 100 жінок у віці від 18 років та старших — 90,0 чоловіків також старших 18 років.
Середній дохід на одне домашнє господарство  становив 94 439 доларів США (медіана — 61 150), а середній дохід на одну сім'ю — 112 350 доларів (медіана — 89 694). Медіана доходів становила 74 444 долари для чоловіків та 34 375 доларів для жінок. За межею бідності перебувало 13,4 % осіб, у тому числі 27,1 % дітей у віці до 18 років та 10,1 % осіб у віці 65 років та старших.
Цивільне працевлаштоване населення становило 3324 особи. Основні галузі зайнятості: освіта, охорона здоров'я та соціальна допомога — 20,9 %, мистецтво, розваги та відпочинок — 15,9 %, науковці, спеціалісти, менеджери — 14,5 %.